# كائنات البيئة الجافة

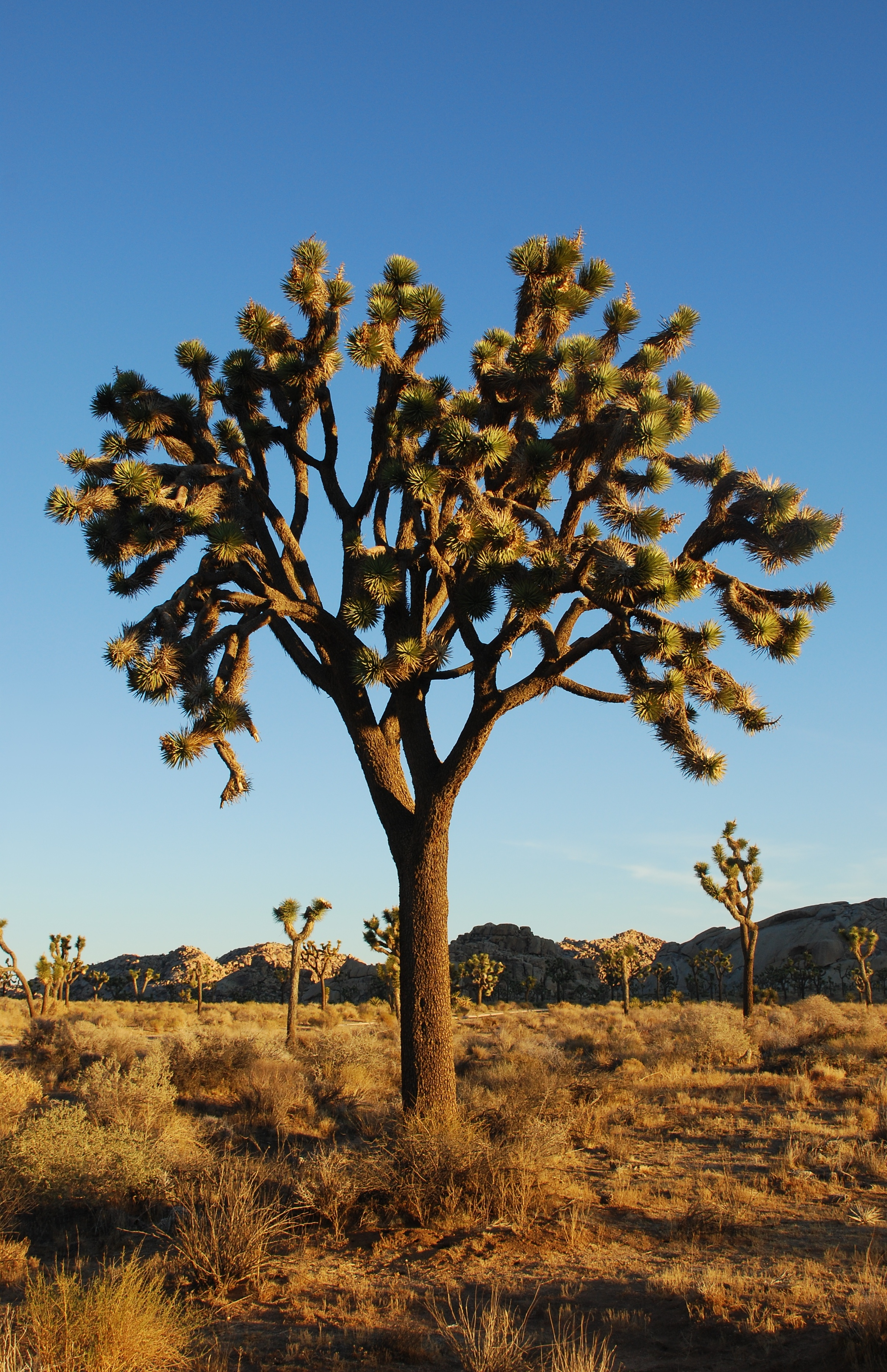

مُحِبة البيئة الجافة أو كائنات البيئة الجافة ويُسمى الجفيف أو القتن أو أليف الجفاف هم نوع من الكائنات الحية أليفة الظروف القاسية التي يمكن أن تنمو وتتكاثر في ظروف تصاحبها جفاف وقلة توافر المياه، ما يُعرف باسم النشاط المائي. يتم قياس النشاط المائي (أ ث ) على أنه الرطوبة فوق مادة نسبة إلى الرطوبة فوق الماء النقي، وهذا يعني تحمل الظروف الجافة. غالبًا ما يمكن لهذه الكائنات البقاء على قيد الحياة في بيئات يقل نشاط المياه فيها عن 0.8. وتشمل هذه البيئات التربة الصحراوية القاحلة. يطبق مصطلح التسامح الاسموزي عادةً على الكائنات التي يمكن أن تنمو في محاليل ذات تركيزات عالية من المواد المذابة (الأملاح والسكريات)، مثل الهالوفيل.
قد لا تمنع الطريقة الشائعة للحفاظ على الطعام لتقليل الأنشطة المائية نمو الكائنات الحية التي تعيش في جفاف، مما يؤدي غالبًا إلى تلف الأغذية. بعض أنواع العفن والخميرة هي محبة البيئة الجافة. نمو العفن على الخبز هو مثال على التلف الغذائي الذي تسببه الكائنات الحية المجهرية.
أحد الأمثلة الشائعة لكائنات البيئة الجافة هو الصبار.